# Papegaaieneiland
Papegaaieneiland is een eiland in het Surinaamse district Nickerie. Het ligt in de rivier Corantijn in de Westelijke Polders aan de grens met Guyana.
Begin jaren 2010 was het eiland in beeld als verbindingspunt van de brug over de Corantijn van South Drain in Suriname naar Guyana.
Het eiland staat bekend om de muggen, waaronder de Brokoston (zwarte steekvlieg).